# Pleasant Hill (Ohio)
Pleasant Hill is een plaats (village) in de Amerikaanse staat Ohio, en valt bestuurlijk gezien onder Miami County.

## Demografie
Bij de volkstelling in 2000 werd het aantal inwoners vastgesteld op 1134.
In 2006 is het aantal inwoners door het United States Census Bureau geschat op 1139, een stijging van 5 (0,4%). Bij de census van 2010 werd het aantal vastgesteld op 1200.

## Geografie
Volgens het United States Census Bureau beslaat de plaats een oppervlakte van
1,2 km², geheel bestaande uit land. Pleasant Hill ligt op ongeveer 273 m boven zeeniveau.

## Plaatsen in de nabije omgeving
De onderstaande figuur toont nabijgelegen plaatsen in een straal van 12 km rond Pleasant Hill.